# Geißspitz
Der Geißspitz ist eine 565 m ü. A. hohe Erhebung des Rosaliengebirges im Burgenland in Österreich.
Der Geißspitz liegt auf einem in südwestlich-nordöstlicher Richtung verlaufenden Gebirgskamm, der hier auch die Grenze der beiden Gemeindegebiete von Forchtenstein im Nordwesten und Mattersburg im Südosten bildet. Entlang der Grenze führt ein markierter Wanderweg von der zwei Kilometer südwestlich liegenden Grenze zu Niederösterreich über den Gipfel des Geißspitz bis Forchtenstein. Darüber hinaus ist das Gebiet mit zahlreichen Forststraßen erschlossen. 
Der Geißspitz besteht hauptsächlich aus Glimmerschiefer und ist vollständig bewaldet. 